# 1717년 크리스마스 홍수

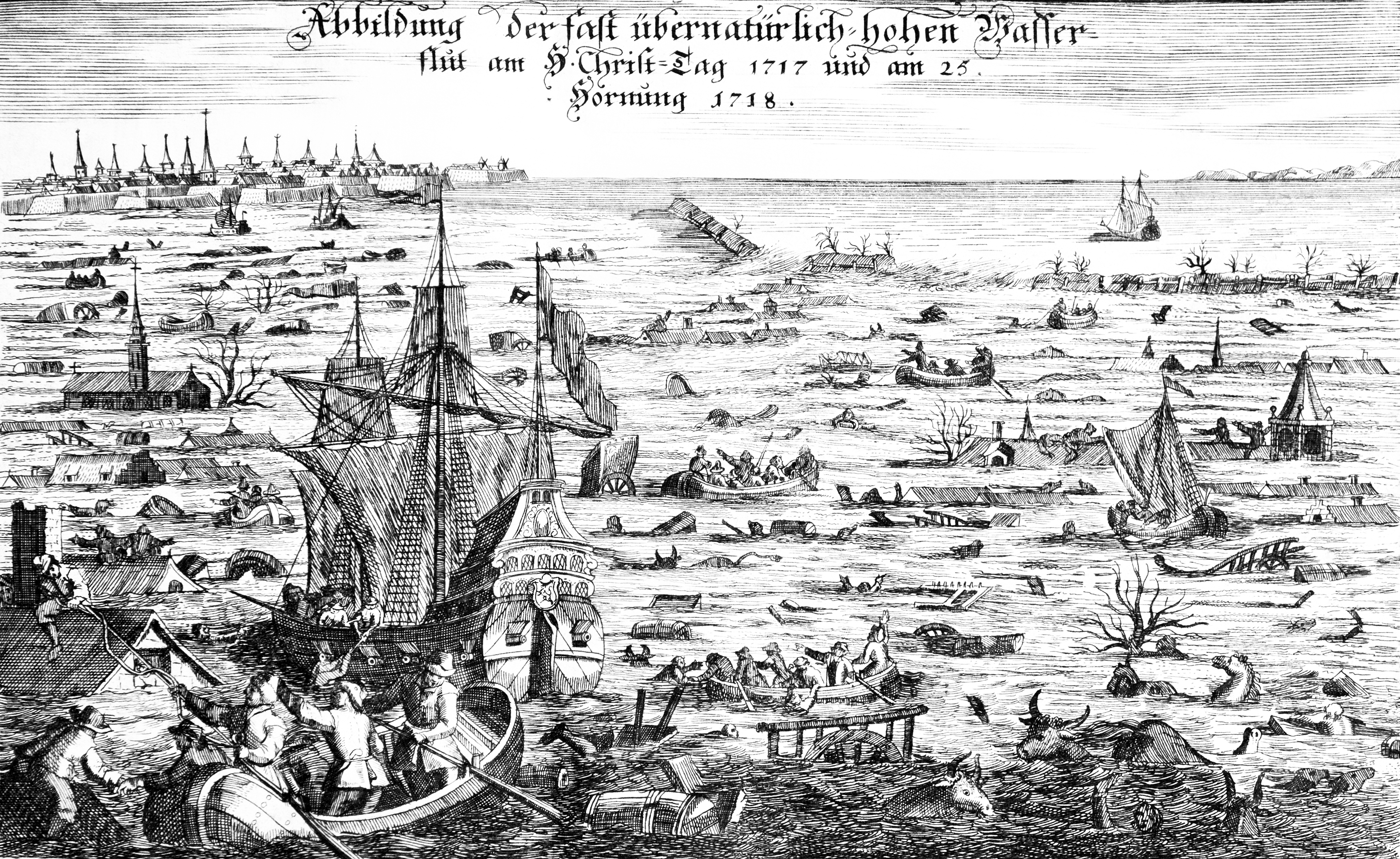

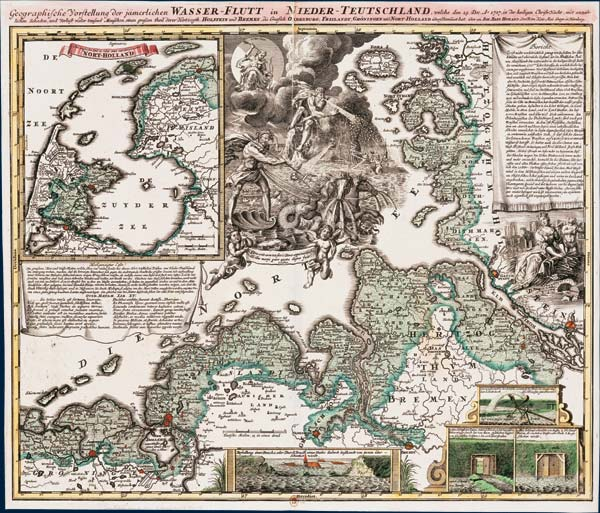
요한 호만의 지도

1717년 크리스마스 홍수(네덜란드어: Kerstvloed 1717, 독일어: Weihnachtsflut 1717)는 1717년 크리마스날 밤에 네덜란드, 독일, 스칸디나비아의 해안을 강타한 폭풍우 탓에 일어난 홍수이다. 이 홍수로 인해 거의 14,000명이 물에 빠져 죽었다. 이는 네덜란드 북부에서 발생한 최대의 홍수였다. 범람한 물은 흐로닝언, 즈볼러, 도쿰, 암스테르담, 하를럼과 바다 근처의 많은 마을들까지 미쳐 블리란드와 서부와 흐로닝언주의 바다 제방 넘어 있는 마을들도 완전히 황폐화되었다.
지방 공동체들은 인명 손실, 경제 쇠퇴 그리고 가난을 견뎌내야 했다. 네덜란드와 덴마크 사이의 연안 지역 어디도 범람하지 않은 곳이 없었다. 모든 곳의 제방이 파손되어 광대한 홍수가 뒤따랐다. 슐레스비히주의 톤던과 동프리지아의 엠덴 사이에서 약 9천명이 물에 빠져 죽었다. 네덜란드에서는 2,500명의 희생자가 있었다. 최악의 사태를 맞은 지역들은 올덴부르그 지방들이었는데, 예퍼, 케딩켄 그리고 동프리지아와 부타딩겐의 영지는 인구의 30%를 잃었다. 영향을 받은 연안 지역에서 수많은 가축이 폐사했다. 동프리지아에서 9백 채의 가옥들이 완전히 유실되었다. 제방과 수문의 손상은 광대했다. 생존자들은 오랫동안 사라진 가족 구성원들이 있다는 사실을 깨닫지 못했다. 예들 들어, 동프리지아의 베르둠에서는 284명의 실종자들 중에 겨우 32명만이 1718년 2월 5일에 발견되었다. 홍수 이후 2월 25일 혹은 26일에 또다시 폭풍 해일이 몰아쳤다.

## 같이 보기
- 홍수